# Mácsonyaformák
A mácsonyaformák (Dipsacoideae) a mácsonyavirágúak (Dipsacales) rendjébe tartozó loncfélék (Caprifoliaceae) családjának egy alcsaládja. A régebbi rendszertanok önálló családként, a mácsonyafélék (Dipsacaceae) családjaként tartották számon, ami a mácsonyavirágúak rendjének névadója.
Mintegy 11 nemzetségbe sorolt 350 évelő vagy kétéves lágy szárú növényfaj vagy cserje tartozik ide. A mérsékelt éghajlaton nőnek az Óvilágban; Európában, Ázsiában és Afrikában is megtalálhatók. Egyes fajaik szélesebb körben elterjedtek.

## Jellemzők
A mácsonyafélékre a mácsonyavirágúakon belül jellemző, hogy virágzatuk gallérozó murvalevelekkel övezett fészekvirágzat. A virágoknak saját bordázott külső csészéje van, vacokpelyvával vagy szőrökkel a tövében. Pártájuk 4-5 hasábú, 4 porzójuk van. A termés kaszattermés, a külső csészéből kialakuló burok védelmezi.

## Rendszerezés
Egyes rendszerezők a pézsmaboglárféléken (Adoxaceae) kívül a rend többi hat, egymáshoz közelebb álló családját egy nagy Dipsacaceae sensu lato családba egyesítik, de az ennél finomabb felosztást is jól támogatják a molekuláris genetikai eredmények.

## Nemzetségek
A családba a következő nemzetségek tartoznak:
- Bassecoia
- Cephalaria
- mácsonya (Dipsacus)
- varfű (Knautia)
- Lomelosia
- Pseudoscabiosa
- Pterocephalidium
- Pterocephalodes
- Pterocephalus
- ördögszem (Scabiosa)
- Sixalis
- ördögharaptafű (Succisa)
- Succisella
- Callistemma
- Pycnocomon